# Аджанта Перера
Аджанта Віжесінхе Перера (синг. අජන්තා පෙරේරා) — шріланкийська екологічна активістка і політична діячка, еколог, університетська викладачка. Вона відома своїми зусиллями покласти край сміттєвій кризі на Шрі-Ланці, і її називають королевою сміття. Вона заснувала Національну програму переробки твердих побутових відходів для вирішення сміттєвої кризи.

## Раннє життя та освіта
Аджанта Перера закінчила вищу освіту в Англії і повернулася на Шрі-Ланку у віці 23 років. Вона вступила до університету Келанії як асистент викладача біохімії, фізіології та зоології. Вона вступила до Університету Коломбо як старший викладач екологічних досліджень, де також закінчила навчання.

## Кар'єра
Перера працював експерткою у кількох міністерствах Шрі-Ланки та Фіджі. Зараз вона працює над створенням у країні стратегії переробки твердих побутових відходів. У 2019 році вона зацікавилася політикою і балотувалася від Соціалістичної партії Шрі-Ланки на президентських виборах 2019 року. Вана отримала 27 572 голоси, посівши сьоме місце серед кандидатів.
Аджанта стала першою жінкою-кандидатом у президенти, яка брала участь у виборах після 20 років.
У лютому 2020 року вона приєдналася до Об'єднаної національної партії на запрошення лідера ОНП Раніла Вікремесінге і наполягала на тому, що її дідусь також спочатку представляв цю партію. Аджанта брала участь у парламентських виборах Шрі-Ланки 2020 року, представляючи Об'єднану національну партію з округу Коломбо.